# 大石街道 (重庆市)
大石街道，是中华人民共和国重庆市合川区下辖的一个乡镇级行政单位。 街道办事处驻长安路99号。

## 街道简介[2]
大石街道地处合川城区北部，明代，因境内有一条完整的石板桥而得名。幅员面积122.5平方公里，辖3个社区居委会，17个行政村，总人口7.84万人，是以农业为主的近郊街道，也是合川通往渝南片区和广安、南充的交通要道，被称为合川的“北大门”。
    大石街道东与钱塘镇、云门街道隔江相望，南与合阳城街道、钓鱼城街道及渭沱镇接壤，西与隆兴镇、太和镇相邻，北与古楼镇、钱塘镇为邻，南距合川城区10公里。 212国道、兰渝铁路穿境而过，太大路、云大路东西贯通，城北工业大道直抵大石， 合安高速建成通车，在大石街道观龙村设大石互通一座、大石停车区1处。境内河道属嘉陵江、涪江水系，境内嘉陵江长52公里；境内发源的溪河共有9条，其中5条属嘉陵江水系，4条属涪江水系。
    辖区内渭沱物流园、城北拓展园规划面积12.2平方公里，境内有丰富的盐卤、天然气、石油等资源，盐卤储藏量达50亿吨。2020年，实现地区生产总值18.5亿元、增长2%，固定资产投资7.6亿元、增长30.7%，社零总额6.9亿元、下降3%，规模以上工业总产值5.8亿元、增长20.1%。

## 行政区划
大石街道下辖以下地区：
大石社区、尖山社区、利泽社区、观龙村、高顶村、竹山村、牌湾村、龙骨村、金钟村、犁头村、包塘村、高马村、黄坡村、波仑村、高川村、卧龙村、大觉村、百丈村、柿子村、盆古村。